# 松風輝
松風 輝（まつかぜ あきら、12月25日 - ）は、宝塚歌劇団宙組に所属する男役。宙組組長。
兵庫県宝塚市、県立宝塚北高等学校出身。身長167cm。愛称は「まっぷー」、「あかり」。

## 来歴
2004年、宝塚音楽学校入学。
2006年、音楽学校卒業後、宝塚歌劇団に92期生として入団。入団時の成績は7番。宙組公演「NEVER SAY GOODBYE」で初舞台。その後、宙組に配属。
2021年5月11日付で宙組副組長に就任。
2023年6月12日付で宙組組長に就任。

## 主な舞台

### 初舞台
- 2006年3 - 5月、宙組『NEVER SAY GOODBYE』（宝塚大劇場）

### 宙組時代
- 2006年5 - 7月、『NEVER SAY GOODBYE』（東京宝塚劇場）
- 2006年11 - 2007年2月、『維新回天・竜馬伝!』『ザ・クラシック』
- 2007年3月、『ハロー!ダンシング』（バウホール）
- 2007年6 - 9月、『バレンシアの熱い花』 - 新人公演：アントニオ（本役：風莉じん）『宙 FANTASISTA!』
- 2008年2 - 5月、『黎明（れいめい）の風』『Passion 愛の旅』
- 2008年6 - 7月、『殉情（じゅんじょう）』（バウホール）
- 2008年9 - 12月、『Paradise Prince（パラダイス プリンス）』『ダンシング・フォー・ユー』
- 2009年2 - 3月、『逆転裁判 -蘇る真実-』（バウホール・日本青年館）
- 2009年4 - 7月、『薔薇に降る雨』『Amour それは…』
- 2009年8月、『大江山花伝』 - 七曲『Apasionado（アパショナード）!!II』（博多座）
- 2009年11 - 2010年2月、『カサブランカ』 - 新人公演：ハインツ（本役：風莉じん）
- 2010年3月、『Je Chante（ジュ シャント）-終わりなき喝采-』（バウホール） - ギャルソン
- 2010年5 - 8月、『TRAFALGAR（トラファルガー）』 - 新人公演：タレーラン（本役：風羽玲亜）『ファンキー・サンシャイン』
- 2010年9月、『銀ちゃんの恋』（全国ツアー） - 橘の子分
- 2010年11 - 2011年1月、『誰がために鐘は鳴る』 - 新人公演：デュバル参謀長（本役：天羽珠紀）
- 2011年3月、『ヴァレンチノ』（ドラマシティ）
- 2011年5 - 8月、『美しき生涯』 - 新人公演：豊臣秀吉（本役：未沙のえる）『ルナロッサ』
- 2011年8月、『ヴァレンチノ』（日本青年館）
- 2011年10 - 12月、『クラシコ・イタリアーノ』 - 新人公演：チェーザレ・ロレンツォ侯爵（本役：鳳翔大）『NICE GUY!!』
- 2012年1 - 2月、『ロバート・キャパ 魂の記録』（バウホール・日本青年館） - フーク・ブロック
- 2012年4 - 7月、『華やかなりし日々』 - ジャック・ハーヴェイ、新人公演：クロムウェル警部（本役：寿つかさ）『クライマックス』
- 2012年8 - 11月、『銀河英雄伝説@TAKARAZUKA』 - グレーザー、新人公演：クラウス・フォン・リヒテンラーデ（本役：磯野千尋）
- 2013年1月、『銀河英雄伝説@TAKARAZUKA』（博多座） - クラウス・フォン・リヒテンラーデ侯爵
- 2013年3 - 6月、『モンテ・クリスト伯』 - ハッサン『Amour de 99!!-99年の愛-』
- 2013年7 - 8月、『うたかたの恋』 - ブラッドフィッシュ『Amour de 99!!-99年の愛-』（全国ツアー）
- 2013年9 - 12月、『風と共に去りぬ』 - ピーター
- 2014年2 - 3月、『翼ある人びと-ブラームスとクララ・シューマン-』（ドラマシティ・日本青年館） - オットー・ヴェーゼンドンク／ルイーゼの夫
- 2014年5 - 7月、『ベルサイユのばら-オスカル編-』 - フィリップ
- 2014年9月、『SANCTUARY（サンクチュアリ）』（バウホール） - コリニー提督
- 2014年11 - 2015年2月、『白夜の誓い -グスタフIII世、誇り高き王の戦い-』 - ヨハンソン『PHOENIX 宝塚!!-蘇る愛-』
- 2015年4月、『New Wave!-宙-』（バウホール）
- 2015年6 - 8月、『王家に捧ぐ歌』 - 神官メウ
- 2015年10月、『相続人の肖像』（バウホール） - フィリップス
- 2016年1 - 3月、『Shakespeare〜空に満つるは、尽きせぬ言の葉〜』 - ジョン・シェイクスピア『HOT EYES!!』
- 2016年5月、『ヴァンパイア・サクセション』（ドラマシティ・KAAT神奈川芸術劇場） - クリストファー
- 2016年7 - 10月、『エリザベート-愛と死の輪舞（ロンド）-』 - ヒューブナー男爵
- 2016年11 - 12月、『バレンシアの熱い花』 - レオン将軍『HOT EYES!!』（全国ツアー）
- 2017年2 - 4月、『王妃の館-Château de la Reine-』 - ムノン『VIVA! FESTA!』
- 2017年8 - 11月、『神々の土地』 - ニコライ二世『クラシカル ビジュー』
- 2018年1月、『WEST SIDE STORY』（東京国際フォーラム） - クラプキ巡査
- 2018年3 - 6月、『天（そら）は赤い河のほとり』 - トトメス『シトラスの風-Sunrise-』
- 2018年8月、『ハッスル メイツ!』（バウホール）
- 2018年10 - 12月、『白鷺（しらさぎ）の城（しろ）』 - 殿上人『異人たちのルネサンス』 - アンドレア・デル・ヴェロッキオ
- 2019年2月、『黒い瞳』 - ミロノフ大尉／レインスドルプ将軍『VIVA! FESTA! in HAKATA』（博多座）
- 2019年4 - 7月、『オーシャンズ11』 - リカルド
- 2019年9月、『リッツ・ホテルくらいに大きなダイヤモンド』（バウホール） - トム
- 2019年11 - 2020年2月、『El Japón（エル ハポン）-イスパニアのサムライ-』 - 内藤半十郎『アクアヴィーテ（aquavitae）!!』
- 2020年8 - 9月、『FLYING SAPA-フライング サパ-』（梅田芸術劇場・日生劇場） - テウダ／少年
- 2020年11 - 2021年2月、『アナスタシア』 - レオポルド伯爵
- 2021年4月、『Hotel Svizra House ホテル スヴィッツラ ハウス』（東京建物 Brillia HALL） - ペーター・シュミット
- 2021年6 - 9月、『シャーロック・ホームズ-The Game Is Afoot!-』 - フォン・ヘルダー『Délicieux（デリシュー）!-甘美なる巴里-』
- 2021年11 - 12月、『プロミセス、プロミセス』（ドラマシティ・東京建物 Brillia HALL） - マイク・カークビー
- 2022年2 - 5月、『NEVER SAY GOODBYE』 - パオロ・カレラス
- 2022年6 - 7月、『カルト・ワイン』（東京建物 Brillia HALL・ドラマシティ） - ディエゴ・マラディエガ／メリック・ランドルフ
- 2022年8 - 11月、『HiGH&LOW-THE PREQUEL-』 - GEN『Capricciosa（カプリチョーザ）!!』
- 2023年1月、『MAKAZE IZM』（東京国際フォーラム）
- 2023年3 - 6月、『カジノ・ロワイヤル〜我が名はボンド〜』 - M長官
- 2023年7 - 8月、『Xcalibur エクスカリバー』（東京建物 Brillia HALL） - エクター
- 2023年9月、『PAGAD（パガド）』 - ギターノ『Sky Fantasy!』（宝塚大劇場のみ）
- 2024年6 - 8月、『Le Grand Escalier-ル・グラン・エスカリエ-』[5]
- 2024年10 - 11月、『大海賊』 - ラッカム『Heat on Beat!（ヒートオンビート）-Evolution-』（全国ツアー）
- 2025年1 - 4月、『宝塚110年の恋のうた』『Razzle Dazzle（ラズル ダズル）』 - リチャード・ウィンターズ
- 2025年6 - 7月、『ZORRO THE MUSICAL』（東急シアターオーブ） - アレハンドロ／シモン
- 2025年9 - 2026年1月、『PRINCE OF LEGEND／BAYSIDE STAR』 - 朱雀俊哉

## 出演イベント
- 2006年9月、TCAスペシャル2006『ワンダフル・ドリーマーズ』[注釈 1]
- 2007年9月、『TAKARAZUKA SKY STAGE5th Anniversary Special』[注釈 1]
- 2008年7月、『宝塚巴里祭2008』[6]
- 2009年12月、タカラヅカスペシャル2009『WAY TO GLORY』[注釈 1]
- 2018年2月、『宙組誕生20周年記念イベント』